# Limba pulaar
Limba pulaar este o limbă fula vorbită ca primă limbă de către popoarele fula și toucouleur din zona văii fluviului Senegal, zonă cunoscută în mod tradițional ca Futa Tooro, și mai departe spre sud și est. Vorbitorii limbii pulaar, cunoscuți ca Haalpulaar'en trăiesc în Senegal, Mauritania, Gambia și vestul Mali. 
Potrivit Ethnologue, există mai multe diferențe între dialecte, dar toate sunt inteligibile reciproc. 
Limba pulaar nu trebuie confundată cu limba pular, o altă varietate de fula vorbită în Guineea (inclusiv regiunea Fouta-Djallon). Varietățile pulaar și pular ale limbii fula sunt într-o oarecare măsură inteligibile reciproc, dar scrierea diferă. 
Limba pulaar este scrisă în alfabetul latin, dar istoric a fost scrisă și într-o scriere arabică cunoscută sub numele de scrierea Ajami, și, de asemenea, în scrierea Adlam. 

## Caracteristici lingvistice
Forma verbală negativă realizată se termina în -aani. (Acest lucru este ușor diferit de limbile maasina fulfulde și pular.) 